# Siegfried Franke (Mediziner)
Siegfried Franke (* 13. August 1942 in Dresden) ist ein deutscher Chirurg und Hochschullehrer.

## Leben und Wirken
Frankes Vater war Textilfabrikant in Oschatz und flüchtete nach seiner Entlassung aus sowjetischer Kriegsgefangenschaft und Enteignung 1947 mit seiner Familie über die Grüne Grenze nach Westdeutschland, wurde in Leinzell (Württemberg) ansässig und baute dort abermals seine Textilfabrik auf. Franke legte sein Abitur im L.E.H. Schloss Neubeuern ab.
Von 1963 bis 1969 studierte Franke Medizin in München, wo er 1969 am Klinikum rechts der Isar promoviert wurde. Seine Zeit als Medizinalassistent absolvierte er an der Freien Universität Berlin, der Universität Ulm und im Katharinenhospital Stuttgart. 1972 und 1973 folgten zwei freiwillige Jahre bei der Bundeswehr als Stabsarzt und aktiver Fallschirmspringer in Calw beim Fallschirmjägerbataillon 251.
In der Chirurgischen Universitäts-Klinik Würzburg erfolgte dann 1973 im Rotationsverfahren eine halb- bis einjährige Ausbildung in der Kinderchirurgie, Poliklinik, Thoraxchirurgie, Unfallchirurgie, Handchirurgie und auf der Intensivstation. Er wurde zum Visceralchirurgen und Gefäßchirurgen ausgebildet, seine Lehrer waren Ernst Kern und Martin Sperling. Franke habilitierte sich 1985 mit dem Thema: Arterielle Verschlusskrankheit, Rekonstruktonsverfahren, Gefäßprothesen und Gefäßchirurgischer Wundinfekt – Autogener Dünndarm als Arterieller Gefäßersatz (Tierexperimentelle Untersuchungen). 1992 wurde er zum außerplanmäßigen Professor der Medizinischen Fakultät der Universität Würzburg ernannt, 1998 zum Akademischen Direktor.
Franke war von 1996 bis 2003 Leitender Arzt der Gefäßchirurgischen Abteilung der Chirurgischen Universitäts- und Poliklinik Würzburg und von 2004 bis 2007 Leiter der Gefäßchirurgie am Zentrum für Operative Medizin (ZOM) Würzburg. Von 2008 bis 2010 war er als Gefäßchirurg freier Mitarbeiter am Lehrkrankenhaus Lohr am Main.
Außerdem war Franke Prüfer an der Bayerischen Landesärztekammer München für Gefäßchirurgie und Gutachter für die Schlichtungsstelle Hannover.
Auslandsaufenthalte führten ihn zum Wissensaustausch 1988 in die USA u. a. nach Denver bei Robert B. Rutherford und New Orleans bei V.S. Sottiurai. Ein weiterer, operativ-tätiger Auslandseinsatz erfolgte 1980 unter der Leitung des Internationalen Roten Kreuzes (IKRK) im Flüchtlingslager Khao I Dang an der Grenze zwischen Thailand und Kambodscha.

## Schwerpunkte
Der Schwerpunkt seiner operativen Tätigkeit lag in der Gefäßchirurgie, vor allem der Halsschlagader, einschließlich Subclavia und aortenbogennaher Verschlussprozesse. Darüber hinaus führte er chirurgische Eingriffe an den Mesenterialgefäßen, der Aorta und Arteria iliaca sowie der Strombahn der unteren Extremität durch. Auf dem Gebiet der Venen lag der Schwerpunkt seiner Arbeit auf operativen Thrombektomien bei tiefen Beinvenen- und Beckenvenenthrombosen.
Juli 1983: Ausbau einer infiziert vereiterten allo-plastischen Dacron Bifurkationsprothese bei offener vereiterter Leiste beidseits und anschließender Transplantation einer autogenen Dünndarmprothese (demuskosektomiert, serosainvertiert und negativ vorgedehnt) in aorto-bifermoraler Position.
Dezember 1983: Erster Femoro-pedaler Bypass in 2-Sprung Technik mit distalem Anschluss an die Dorsalis Pedis.

## Publikationen (Auswahl)
- mit L. Lehmann, W. Düsel, P. Kerscher: Benigne Magenausgangsstenose – Behandlungsergebnisse durch alleinige selektiv-proximale Vagotomie. In: 100 Jahre Ulkus-Chirurgie. Herausgegeben von Hermann Bünte und Peter Langhans unter Mitarbeit von M.Nagel, Verlag Urban&Schwarzenberg, München-Wien-Baltimore, S. 73, 1982
- mit H.-P. Bruch, W. Wenzel, E. Schmidt, M. Sperling.: Gefäßersatz aus autogenem Dünndarm – tierexperimentelle Untersuchungen.[2]
- mit H.-P. Bruch, M. Sperling, E. Schmidt: Autologer Dünndarm als Gefäßersatz – Eine Alternative bei infizierten Prothesen in der Beckenetage?[7]
- mit H.-P. Bruch, K. Repenning, W. Düsel, M. Sperling, D. Lukas.: Femero-pedaler Bypass: Ein Schritt nach vorn in der peripheren Bypass-Chirurgie?[9]
- Tierexperimenteller Ersatz der Aorta durch autogenen Dünndarm – Langzeitergebnisse.[10]
- mit R. Voit: Vena femoralis superficialis in aorta-iliacaler Position – als autogener Gefäßersatz beim tiefen Protheseneffekt geeignet? In: Chirurg 67: 843–849, 1996
- mit HB Reith (Hrsg.): Kurale Gefäßchirurgie. Chirurgische Gastroenterologie mit interdisziplinären Gesprächen 2, Band 13. S. Karger, Verlag für Medizin und Naturwissenschaften, Basel. Würzburg 1997
- mit Ronald Voit: The Superficial Femoral Vein as Arterial Substitute in Infections of the Aortoiliac Region[11]
- mit E. Sebastian Debus, Marco Sailer, Ronald Voit: „Hot Ulcer“ of the Hand Caused by Retrograde Flow of Arterialized Blood from an Arteriovenous Fistula. A Case Report[12]